# Stefan Heyne
Stefan Heyne (* 19. Juli 1965 in Brandenburg an der Havel) ist bildender Künstler und Bühnenbildner. Er studierte von 1987 bis 1992 an der Kunsthochschule Berlin-Weißensee bei Volker Pfüller, von 1992 bis 1993 als dessen Meisterschüler. Seit 1995 ist Heyne freischaffend als Bühnenbilder tätig. 2004 entstanden erste fotografische Arbeiten. Heyne lebt und arbeitet in Berlin.

## Fotografisches Werk

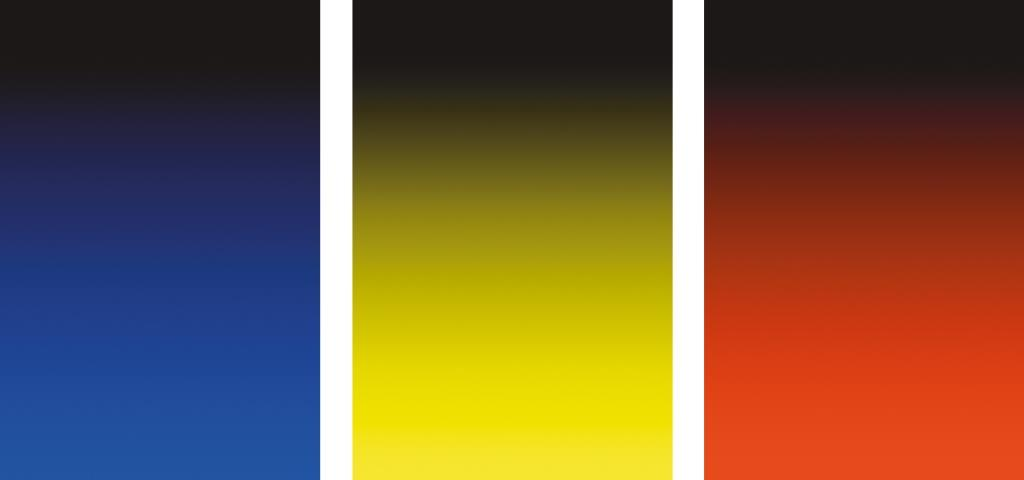
Stefan Heyne: Who is afraid of Photography, 2014. C-Print auf Alu-Dibond, dreiteilig, je 230 × 150 cm

Stefan Heyne stellt mit seinen Arbeiten das Medium Fotografie als objektives Abbild von Wirklichkeit in Frage. Seine Fotografien werfen Fragen nach dem Verhältnis von Optik und Rezeptionspsychologie, dem Erlernen von Lesbarkeit, dem Verhältnis zwischen Malerei und Fotografie – kurz: nach der Wahrnehmung des Bildes auf. Er setzt Unschärfe als Gestaltungsmittel ein und hinterfragt damit die Objekte seiner Bildproduktion. So wird die klassische Trennung der Raumparameter in Vorder- und Hintergrund aufgehoben, dem Betrachter die gewohnten Wahrnehmungsmechanismen entzogen.
Heyne fotografiert vornehmlich Landschaften, Alltagsgegenstände und Innenräume. Seine Bilder, die aus Raum und Zeit gefallen scheinen, konzentrieren sich auf die Essenz, die Aura, die Erscheinung seiner Motive. So werden Objekte des alltäglichen Lebens zum Gegenstand der Kontemplation. Die Titel früherer Arbeiten lokalisieren das Abgebildete mit Hilfe der Postleitzahl und suggerieren so eine Anleitung zur Ortsbestimmung, die stets ins Leere führt. Titel aktueller Arbeiten benennen lakonisch das Dargestellte („Auslage“, „Garderobe“) und werden so zu einer Behauptung, die sich der Überprüfung durch den Betrachter entzieht. Jüngste Arbeiten tragen lediglich Nummern als Titel.
Heynes Bildkomposition erinnern in ihren einfachen Strukturen mitunter an die Formsprache der russischen Suprematisten (z. B. Kasimir Malewitsch oder El Lissitzky). Auf seinen jüngsten Arbeiten bleiben von den Gegenständen lediglich Farbfelder, die den Colourfield Paintings von Mark Rothko und Barnett Newman verwandt scheinen. Weder Horizont noch Lichtquellen sind auszumachen. Ein Großteil der Aufnahmen entsteht nachts mit Blitzlicht; schlaglichtartig werden Einzelheiten erhellt, die aus dem Dunklen hervortreten. Die Oberflächen der Fotografien sind samtig matt, ihre Farbwelt ist erdig. Der Bildraum wirkt flach, geheimnisvoll und modellartig.
Heyne verwendet in seinen Arbeiten fotografische und malerische Effekte zugleich – sie bewegen sich auf dem schmalen Grat zwischen Gegenständlichkeit und Abstraktion, Realem und Irrealem, Traumhaftem und Alptraumhaften. Die realen Größenverhältnisse werden durch die malerische Verfremdung des Abgebildeten außer Kraft gesetzt, Fotografie als geeignetes Mittel zur Abbildung von Oberfläche in Frage gestellt. In ihrer Beiläufigkeit entfalten Heynes Fotografien eine suggestive Kraft, der sich der Betrachter nur schwer entziehen kann.

## Manifest des Tabularismus
Im Herbst 2014 verfasste Stefan Heyne zusammen mit dem Kunstkritiker Ralf Hanselle das Manifest des Tabularismus. Darin setzen sie sich in sieben Thesen für eine radikale Neubefragung des Mediums Fotografie in der zeitgenössischen Kunst ein.
Sieben Thesen für die Erneuerung der Fotografie:
1. Von heute an ist die Fotografie tot. Alle Abbilder sind gemacht; alle Wiedergaben sind verfertigt. Und doch ist man der Welt nicht nähergekommen. Die letzten Bilder stehen noch aus. Der Tabularismus umfasst die letzten Bilder der Fotografie.
2. Der Tabularismus ist Zeichen und keine Bezeichnung. Er bezeugt nicht, was in der Welt ist; er ist die Welt selber. Er ist Bild und niemals Abbild. Mit dem Tabularismus kommt die Fotografie zu sich selbst.
3. Der Tabularismus ist ein Zerstörer. Er rüttelt an der Hülle des Weltraums und untergräbt den Behälter der sichtbaren Dinge. Selbst die stürzende Linie wird von ihm noch gebrochen. Mit jeglichen Fluchten steht er im Krieg.
4. Der Tabularismus ist Schöpfer. Von den Rändern des Sichtbaren her nimmt er sein Licht; von den Erkenntnisresten nimmt er die Schatten. Das Licht und das Dunkel sind seine wahren Motive.
5. Der Tabularismus ist Spiel. Er ist Tanz und Zerstreuung; er ist Annäherung und Loslösung. Er sucht nicht nach Wahrheit; jede Wahrheit ist Täuschung. Authentisch ist der Tabularismus nur zu sich selbst.
6. Der Tabularismus ist Kunst. Und als Kunst ist er Freiheit. Er sprengt den Korpus der Apparaturen; er bricht den Willen der Kameraboxen. Jedes harte Gehäuse steht quer zu der Freiheit.
7. Der Tabularismus ist Zukunft. Und doch ist er eingebettet in eine Geschichte. Er hat Traditionen; er hat Mütter und Väter. Im Dunkel der Aufklärung warten sie auf die Rückkehr des Lichts.

## Ausstellungen

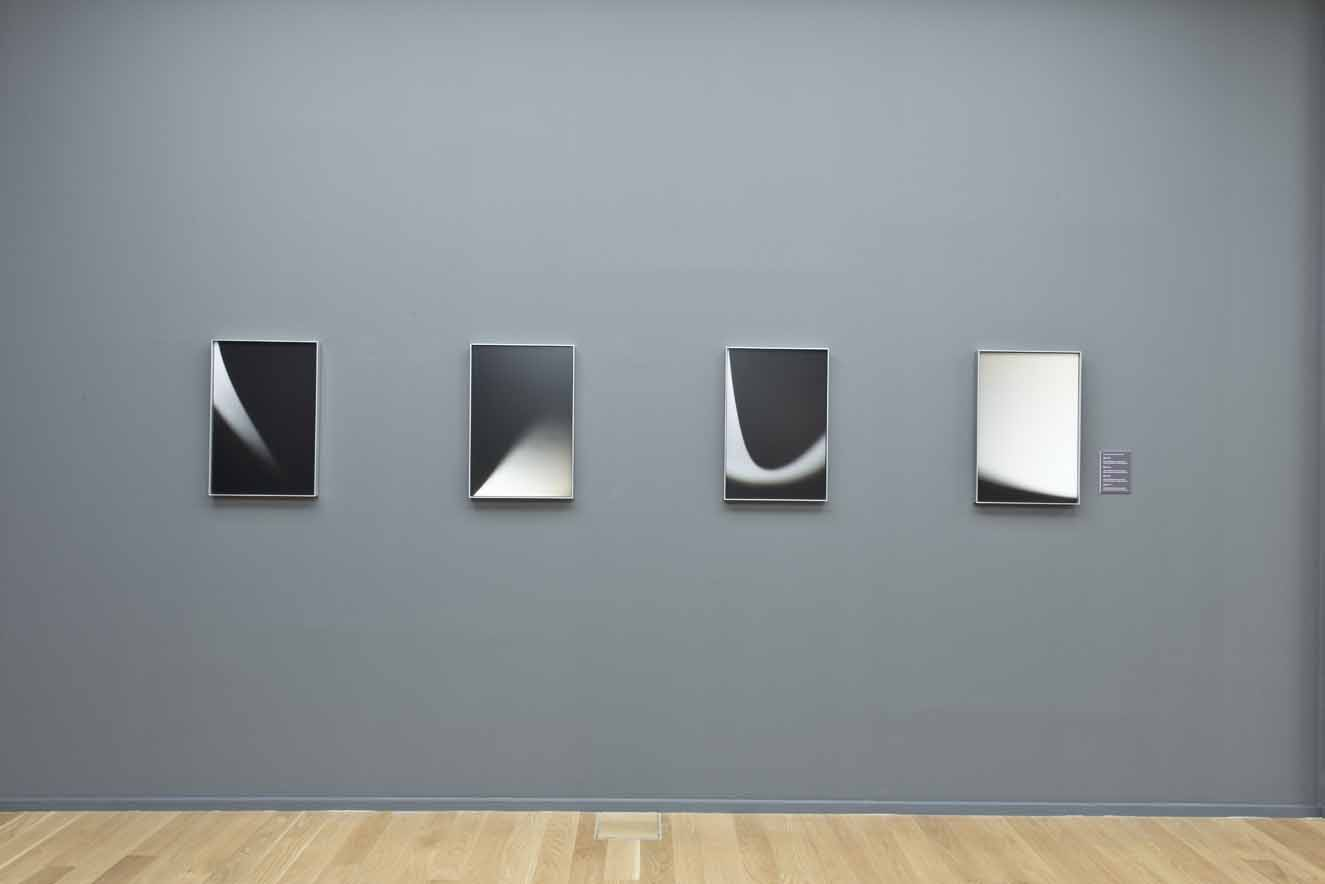
Ausstellungsansicht Stefan Heyne. Naked Light. Die Belichtung des Unendlichen in der Städtischen Galerie Dresden 2014

### Einzelausstellungen (Auswahl)
- 2014 Städtische Galerie Dresden – Kunstsammlung: Naked Light. Die Belichtung des Unendlichen[3]
- 2012 Kunstverein Eislingen: Maximalahnung
- 2012 Kunstsammlungen und Museen Augsburg: Die Magie der Leere. Fotografien 2006-2012
- 2012 Kunstmuseum Dieselkraftwerk Cottbus: Speak to Me. Fotografien
- 2011 Kommunale Galerie Berlin: Woran denkst Du? Fotografien
- 2010 Stadtmuseum Groß-Gerau: Gegendarstellung
- 2010 Stiftung Schloss Neuhardenberg: Erkenntnisschatten
- 2009 Kunsthalle Brennabor, Brandenburg an der Havel: The Noise. Die Belichtung des Ungewissen
- 2008 Lippische Gesellschaft für Kunst, Detmold: Fotografie
- 2008 Kunstraum Potsdam: The Noise. Die Belichtung des Ungewissen
- 2005 Sächsisches Staatsministerium der Finanzen, Dresden: Nachtwache
- 2005 BrotfabrikGalerie, Berlin: Fahrtenschreiber

### Gruppenausstellungen (Auswahl)
- 2016 Kunstmuseum Bochum: Das autonome Bild. Fünf Konzepte aktueller Fotografie[4]
- 2015 Museum im Kulturspeicher Würzburg: Lichtbild und Datenbild. Spuren Konkreter Fotografie[5]
- 2014 Goethe-Institut Hongkong: Positions 1. New Photography from Germany
- 2012 Kunstsammlungen und Museen Augsburg: Neue Sammlung VI
- 2011 Kommunale Galerie Berlin: Neue Werke 2011. Malerei, Grafik, Fotografie, Objekte
- 2007 Wilhelm-Hack-Museum, Ludwigshafen: Reality Crossings. 2. Fotofestival Mannheim, Ludwigshafen, Heidelberg
- 2004 BrotfabrikGalerie, Berlin: Wo liegt Berlin? Fotografische Annäherungen an eine Stadt

## Bühnenbildgestaltung
Stefan Heyne greift in seiner Gestaltung von Bühnenbildern auf antike Grundformen wie Arena, Agora, Platz oder Stadion zurück, auf die er zeitgenössische Folien und Oberflächen legt. Neben historischen Bezügen wird die thematische Aktualität der Stücke betont, bürgerliche Stücke werden auf ihren antiken Grundkonflikt zurückgeführt, Brücken von den Wurzeln des Theaters bis hin zu seiner Gegenwart geschlagen. Aber auch historische Kontexte, z. B. in der Form von Zitaten aus der Kunstgeschichte, wirken in die Interieurs aktueller Stücke hinein. Mit diesen Zitaten gibt Heyne einen Kommentar zum Bühnengeschehen, gleichzeitig dienen sie als Folie, auf der das Stück neu gesehen werden kann.
Ein weiteres Thema ist die Gegenüberstellung von Masse und Individuum. Mit der seriellen Verwendung von Elementen, in ihrer Wiederholung und Spiegelung wird der Charakter von Gegenständen als Ware, als Entindividualisiertes betont, das dem vereinzelten Menschen gegenübersteht.
Ein wichtiges stilistisches Merkmal ist die vielseitige Verwendung von Bildern – Fotografie und Malerei – als integriertes Element innerhalb des Bühnenbildes. Heyne zielt mit seinen Arbeiten auf eine direkte Kommunikation mit dem Publikum auch schon im Vorfeld der Inszenierung. So ließ er für eine Inszenierung von Nabucco (Hamburgische Staatsoper, 2004) 600 Einwohner der Stadt fotografieren, deren Porträts im großformatigen Bild einer Menschenmasse aufgingen und so zu einem bestimmenden Teil des Bühnenbildes wurden.
2009 wurde Stefan Heyne für den Nestroy-Theaterpreis für die Beste Ausstattung von Elementarteilchen am Landestheater Linz (2008) nominiert. Er lehrt an verschiedenen Universitäten und Akademien.

### Bühnenbilder (Auswahl)
- Die Anarchistin (Text: David Mamet, Regie: Martin Kusej), Residenztheater München, 2013
- Fidelio (Text: Beethoven, Musikalischer Leiter: Claudio Abbado, Regie: Tatjana Gürbaca), Lucerne Festival, 2010
- Der starke Stamm (Text: Marieluise Fleißer, Regie: Hermann Schein), Maxim-Gorki-Theater Berlin, 2006
- Volpone (Text: Ben Johnson, Regie: Dimiter Gotscheff), Deutsches Theater Berlin, 2006
- Vom Fluss (Text: Katharina Gericke, Regie: Hermann Schein), Staatsschauspiel Dresden, 2005
- Nabucco (Text: Giuseppe Verdi, Regie: Karoline Gruber), Hamburgische Staatsoper, 2004
- Bählamms Fest (Text: Olga Neuwirth, Regie: Vera Nemirova), Hamburgische Staatsoper/Deutsches Schauspielhaus Hamburg, 2002